# Ouverture 1812

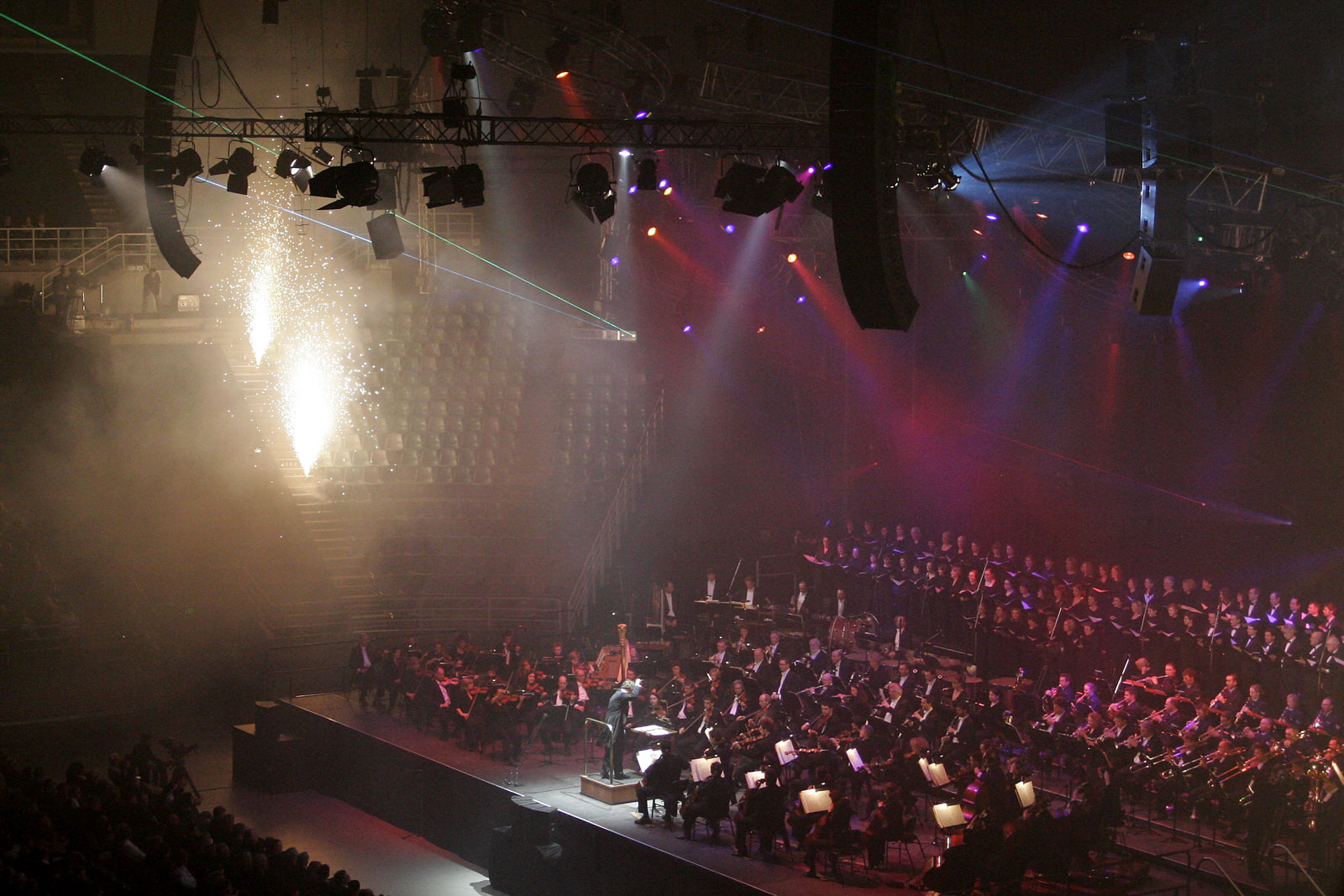
L'Ouverture 1812 completa di colpi di cannone messa in scena al Classical Spectacular 2005

L'Ouverture 1812 è una composizione per orchestra di Pëtr Il'ič Čajkovskij che commemora l'invasione francese della Russia, e la conseguente devastante ritirata dell'armata di Napoleone. Fu un evento che segnò il 1812 come svolta delle guerre napoleoniche. L'opera è conosciuta per la sequenza di colpi di cannone, realizzati solo in alcune occasioni specialmente durante festival all'aperto, mediante l'uso di cannoni veri. Nonostante la composizione non abbia collegamenti storici con la guerra del 1812 tra Stati Uniti d'America e Gran Bretagna, è spesso suonata negli USA assieme ad altre musiche patriottiche.
L'Ouverture 1812 è stata eseguita per la prima volta alla cattedrale di Cristo Salvatore di Mosca il 20 agosto 1882.

## Caratteristiche
L'ouverture è parte della musica a programma. Si apre con un canto di chiesa russo, che rimanda alla dichiarazione di guerra annunciata in Russia e al popolo che si rifugia in preghiera, e prosegue con un canto solenne per il successo della guerra stessa. Questo annuncio e la reazione pubblica sono anche ritratti nel romanzo Guerra e pace di Lev Tolstoj.
Il brano prosegue con un tema che rappresenta la marcia delle armate, suonato al corno. L'inno nazionale francese La Marsigliese riflette le vittorie francesi in guerra e la cattura di Mosca nel settembre 1812. La danza folkloristica russa commemora la vittoria su Napoleone.
Il ritiro da Mosca è sottolineato da un diminuendo, mentre i colpi di cannone segnano l'avanzata militare verso i confini francesi. Concluso il conflitto, si ritorna al canto, suonato ora dall'intera orchestra ed accompagnato da rintocchi di campane in onore della vittoria e della liberazione della Russia.
Come sottofondo del tema dei cannoni e della marcia si può sentire l'inno imperiale russo Dio salvi lo zar, opposto a quello francese sentito in precedenza.
Al tempo della Russia sovietica, l'opera doveva esser modificata per le rappresentazioni: l'inno russo veniva sostituito dal coro Gloria dall'opera di Mikhail Glinka Una vita per lo Zar.
(Ouverture 1812)
Le cannonate, previste dal compositore, sono solitamente rese mediante una grancassa sinfonica. I colpi di una vera arma da fuoco sono usati in rari casi e appaiono per la prima volta in registrazioni degli anni cinquanta eseguite dall'Orchestra Sinfonica di Minneapolis diretta da Antal Doráti. Simili registrazioni sono state effettuate da altri gruppi, spesso usando nuove tecnologie audio. I colpi di cannone sono usati annualmente il 4 luglio, nell'esecuzione dell'Ouverture 1812 da parte della Boston Pops Orchestra in occasione del loro concerto annuale sulle sponde del fiume Charles e presso l'Accademia delle forze di difesa australiane a Canberra.

## Discografia
- Antal Doráti, Orchestra Sinfonica di Minneapolis, Mercury Records MGL 120254, 1954
- Kenneth Alwyn, the London Symphony orchestra, Decca SXL 2001, 1958
- Herbert Von Karajan, Berliner Philharmoniker, Coro dei Cosacchi del Don - S. Jaroff, Deutsche Grammophon, 1960
- Adrian Boult, Orchestra Filarmonica di Londra, Decca Records, ACL 10
- Leopold Stokowsky, Orchestra di Filadelfia, La Voce del Padrone, DB 1663/4
- Massimo Freccia, London Symphony Orchestra, RCA GL 32547, 1978
- Claudio Abbado, Chicago Symphony Orchestra, Sony Music Entertainment, EAN:0886978367228, 1990